# Swiatłana Kalinkina
Swiatłana Kalinkina (ur. 12 września 1970 w Mińsku) – białoruska dziennikarka.

## Życiorys
Ukończyła studia dziennikarskie na Białoruskim Uniwersytecie Państwowym. Od 1992 pracowała jako korespondentka Białoruskiej Agencji Prasowej Biełta. W 1995 roku zakończyła współpracę z agencją i zaczęła pracować jako redaktor w Biełorusskoj Diełowoj Gaziety. W 2002 roku awansowała na redaktora naczelnego. Na początku 2004 roku gazeta miała problemy z dystrybucją ponieważ poczta odmówiła jej kolportażu. Z powodu nękania drukarni, druk gazety musiano przenieść do Rosji. Od września 2004 roku gazeta była sprzedawana tylko przez nieliczne prywatne punkty kolportażu, które były nękane przez policję. Gdy gazeta za wspieranie opozycji została zamknięta Swietłana przeszła do redakcji opozycyjnej gazety Narodnaja Wola. W 2013 roku została współautorką programu Razmowa w internetowej niezależnej telewizji Bielsat i od tego czasu współpracuje z telewizją. W 2005 roku była współzałożycielką z grupą kilku niezależnych dziennikarzy portalu Biełorusskij partizan (ros. Белорусский партизан), a  w 2016 roku po śmierci Pawieła Szaramieta została jego redaktorką naczelną(2020).
W 2003 roku napisała wspólnie z Pawiełem Szaramietem książkę Słuczajnyj prezident (Przypadkowy prezydent).

## Nagrody
- 2016 Nagrody dla wybitnych osobowości społeczności demokratycznej na Białorusi przyznana przez portal Karta'97[10]
- 2012 Nagroda  w konkursie Wolnaje słowa w kategorii najlepszy tekst analityczny za artykuł Pytka (Tortury) przyznana przez Białoruskie Stowarzyszenie Dziennikarzy[11].
- 2004 Nagroda Wolności Prasy (CPJ International Press Freedom Award(inne języki)) przyznawana przez Committee to Protect Journalists (Komitet Ochrony Dziennikarzy)[12]